# Kali Gambir
Kali Gambir is een bestuurslaag in het regentschap Blitar van de provincie Oost-Java, Indonesië. Kali Gambir telt 5371 inwoners (volkstelling 2010).